# Mr.Children 1996-2000
《Mr.Children 1996-2000》，是日本樂團Mr.Children的精選輯，和《Mr.Children 1992-1995》同時於2001年7月11日發行。收錄了Mr.Children從1996年至2000年的金曲。由於封面是一副犀牛的骸骨緣故，常通稱「骨盤」。

## 收錄曲目
1. 無名的詩（名もなき詩）
2. 花 -Mémento-Mori-
3. Mirror
4. Everything (It's you)
5. ALIVE
6. 向西向東（ニシエヒガシエ）
7. 向光映射的地方（光の射す方へ）
8. 無盡的旅程（終わりなき旅）
9. La La La（ラララ）
10. 故作堅強（つよがり）
11. 口笛
12. NOT FOUND
13. Hallelujah

## 外部連結
- 唱片介紹（页面存档备份，存于） Mr.Children官方網站